# Eryx somalicus
Eryx somalicus là một loài rắn trong họ Boidae. Loài này được Scortecci mô tả khoa học đầu tiên năm 1939.